# Бережесть
Бережесть (укр. Бережесть) — село на Украине, находится в Овручском районе  Житомирской области.
Код КОАТУУ — 1824286702. Население по переписи 2001 года составляет 239 человек. Почтовый индекс — 11100. Телефонный код — 4148. Занимает площадь 3,4 км².

## Адрес местного совета
11111, Житомирская область, Овручский р-н, с.Рудня, ул. Школьная, 24